# Финист — Ясный сокол
«Фини́ст — Я́сный со́кол» — советский художественный фильм-сказка 1975 года, поставленный на киностудии имени М. Горького режиссёром Геннадием Васильевым по мотивам русских народных сказок и одноимённой сказочной пьесы (1939) Н. Я. Шестакова. 
Посвящён памяти режиссёра-сказочника Александра Роу.
Премьера фильма состоялась 30 декабря 1975 года.

## Сюжет
В стародавние времена жил на Руси простой пахарь, звали его Финистом. Дружил он с соколом. Предупреждал сокол Финиста обо всех врагах, стремившихся захватить Русь. Финист оборонял Русь, прогонял иноземных захватчиков.
Враги были недовольны появлением на Руси богатыря-защитника. Их глава, колдун Картаус — Рыжий Ус, посылает своего прихвостня — оборотня Кастрюка — извести богатыря. Тот обманом заманивает Финиста в подземелье, где заколдовывает и превращает в чудище.
На русской заставе воевода с дружиной готовится отражать набеги врагов. Для этого на поиски Финиста в город посылают писаря Яшку, который также должен решить вопрос с недостатком продовольствия. В пути Яшка встречает невесту Финиста Алёнушку. Отправляясь вместе в путь, чтобы найти Финиста, они встречают крестьянина Агафона с женой Анфисой, которые в этот момент ехали на ярмарку, но, испугавшись рёва чудища, вынуждены были остановиться в лесу. Анфиса даёт понять, что на угощение рассчитывать не придётся. Однако Яшке удаётся её перехитрить: он варит суп «из топора».
Неожиданно появляется старушка Ненила, которая сообщает, что в эту ночь можно, используя папоротник, загадать только одно желание и оно исполнится. Также старушка сообщает, что чудище — это заколдованный человек и проклятие пройдёт, если полюбит его в этом облике красна девица. В спорах о том, какое загадать желание, Анфиса «сквозь землю провалила» Агафона. Обвинив в этом Яшку, она на следующий день возвращает его на заставу с требованием вернуть Агафона, а Алёнушка идет следом за ними.
Тем временем Картаус посылает Кастрюка на заставу, чтобы он под видом купца проник внутрь и открыл ворота врагам воеводы. Но Кастрюка разоблачают старушки-веселушки, и его сажают в чулан; туда же посылают и сварливую Анфису. Яшка избегает ареста, так как он выполнил задание, пригнав обоз с харчами.
На заставу прибывает посольство Картауса во главе с Фингалом. Они требуют сдаться и поднести Картаусу сто бочек золота. Но воевода просит их вырвать верёвку из рук богатыря — иначе Картаус ничего не получит. Яшке удаётся победить врагов, и посольство уезжает ни с чем.
Одновременно с посольством Картаус посылает своих слуг захватить заставу. Но в это время через пролом на заставу проникает чудище. Алёнушка, догадываясь, что это чудище и есть Финист, накрывает его красным плащом, который хотела подарить ему. Проклятие снято, и Финист вновь становится человеком. Вместе с дружиной он прогоняет врагов.
Сидя в чулане, Кастрюк подговаривает Анфису помочь ему исполнить свои коварные замыслы, дав ей волшебный гребень, чтобы усыпить богатыря, а взамен обещает ей вернуть из-под земли мужа. Анфиса развязывает руки Кастрюку и втыкает гребень Финисту в волосы. Кастрюк увозит Анфису и спящего Финиста в логово Картауса, где тот предлагает Финисту перейти на его сторону. Пленный Финист отказывается. Анфиса, поняв, что её обманули, устраивает погром.
И вновь Алёнушка отправляется на выручку богатырю. Для защиты девицы воевода приставил к ней Яшку. При помощи старушек-веселушек, чудесным образом оказавшихся в логове Картауса, Алёнушка и Яшка освобождают Финиста. Финист отправляет их домой, а сам расправляется с Картаусом. Агафон возвращается на землю к Анфисе.

## В ролях
- Вячеслав Воскресенский — Финист, богатырь-пахарь, жених Алёнушки
- Светлана Орлова — Алёнушка, невеста Финиста
- Михаил Кононов — Яшка, писарь
- Михаил Пуговкин — воевода
- Людмила Хитяева — Анфиса, жена Агафона, крестьянка
- Георгий Вицин — Агафон, муж Анфисы, крестьянин
- Мария Барабанова, Гликерия Богданова-Чеснокова, Анна Строганова — старушки-веселушки
- Марк Перцовский — Картаус
- Георгий Милляр — Кастрюк, оборотень, слуга Картауса / Баба-яга (камео, эпизод)
- Лев Потёмкин — Фингал, слуга Картауса
- Борис Гитин — Вавила, дозорный
- Алексей Смирнов — банщик

## Съёмочная группа
- Авторы сценария — Александр Роу, Лев Потёмкин
По мотивам одноимённой сказки Николая Шестакова
- Режиссёр-постановщик — Геннадий Васильев
- Операторы-постановщики — Владимир Окунев, Юрий Малиновский
- Художник-постановщик — Сергей Серебреников
- Композитор — Владимир Шаинский
- Звукооператор — Борис Голев
- Стихи Михаила Ножкина

## Съёмки
Подготовку материалов для фильма и утверждение актёров осуществлял Александр Роу. Но до съёмок режиссёр не дожил. Киносъёмку осуществил его ученик — Геннадий Васильев. Васильев, работая над фильмом, согласовывал свои действия с альбомом, который ему отдала жена Роу — Елена Григорьевна.
Съёмка проходила в нескольких городах — в Звенигороде (в деревне Гигирево под Звенигородом располагалась команда), Ялте, Суздале, Владимире. Некоторые сцены снимались на берегу Москвы-реки и даже в самой реке. Пуговкину, больному радикулитом, пришлось нагишом сидеть в холодных декорациях, изображавших баню (баню сколотили из картона), а вместо банного пара в павильон пустили театральный дым. Чтобы не застудить актёра, ассистенты грели воду. Во время съёмок не обошлось и без происшествий. Вячеслав Воскресенский, сыгравший богатыря, упал вместе с конём на крутом берегу Москвы-реки и повредил позвоночник. Молодой актёр тогда чудом остался жив. Травма беспокоила его долгие годы после съёмок. Ещё один опасный случай произошёл, когда богатыря вместе с роскошным алым плащом чуть не затащило в ветродув, но актёр успел отстегнуть металлическую брошь на плече.

## Выход фильма
Фильм вышел на экраны СССР в канун нового 1976 года. В Восточной Германии (ГДР) премьера состоялась на полгода позже (8 августа 1976). Этот фильм-сказка был с восторгом принят советским зрителем и собрал в советском прокате рекордную сумму. Никому на то время не известный актёр рязанского театра Вячеслав Воскресенский стал известным на весь Советский Союз. Интервью с ним не сходили со страниц газет.

## Награды
Фильм получил приз Международного кинофестиваля фильмов для детей в Хихоне (Испания) в 1976 году.

## Внешние ссылки
- Финист - Ясный Сокол (1975) на YouTube